# Smolnyjinstitutet

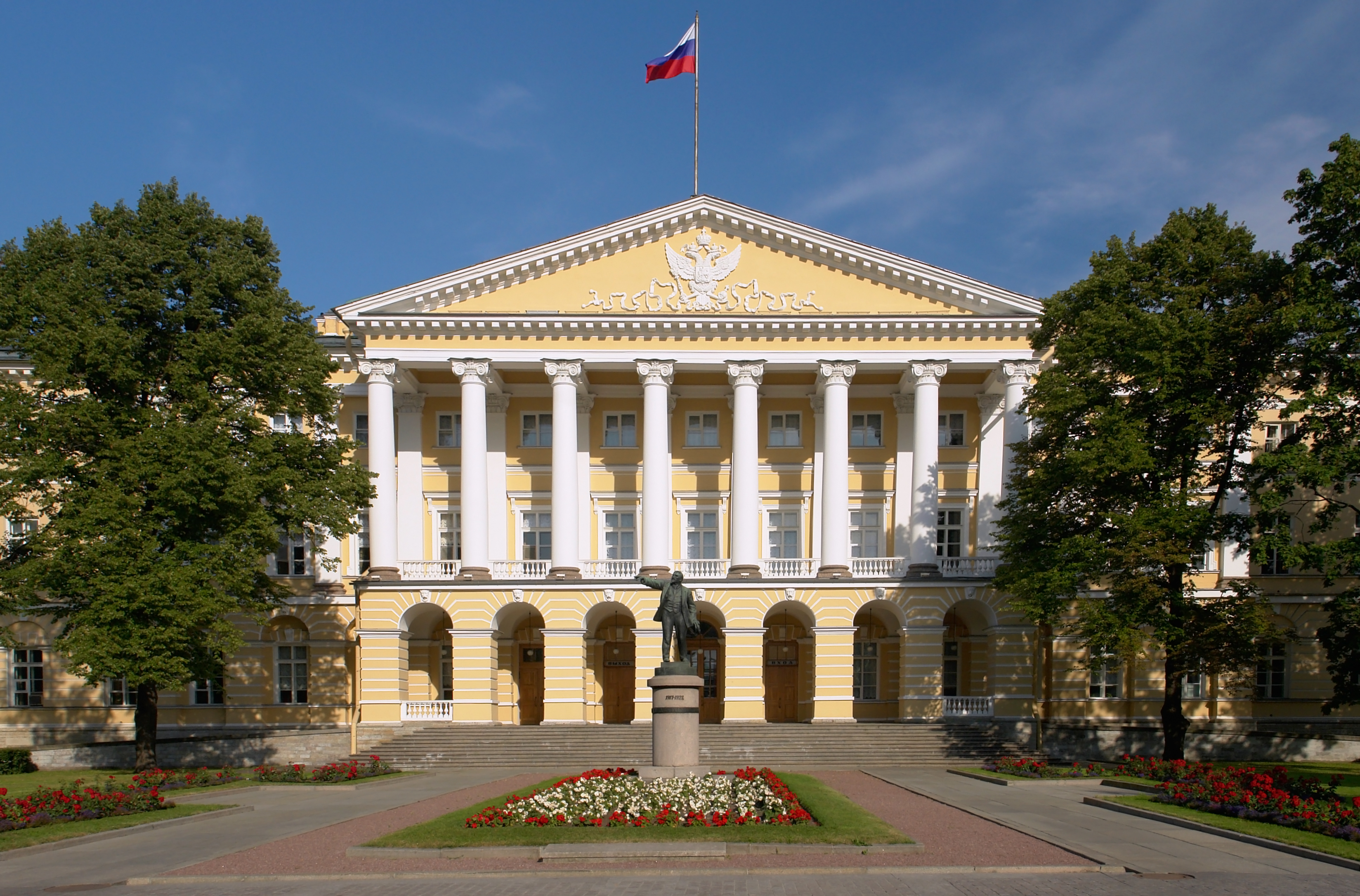
Fasaden 2007, med en Lenin-staty i förgrunden.

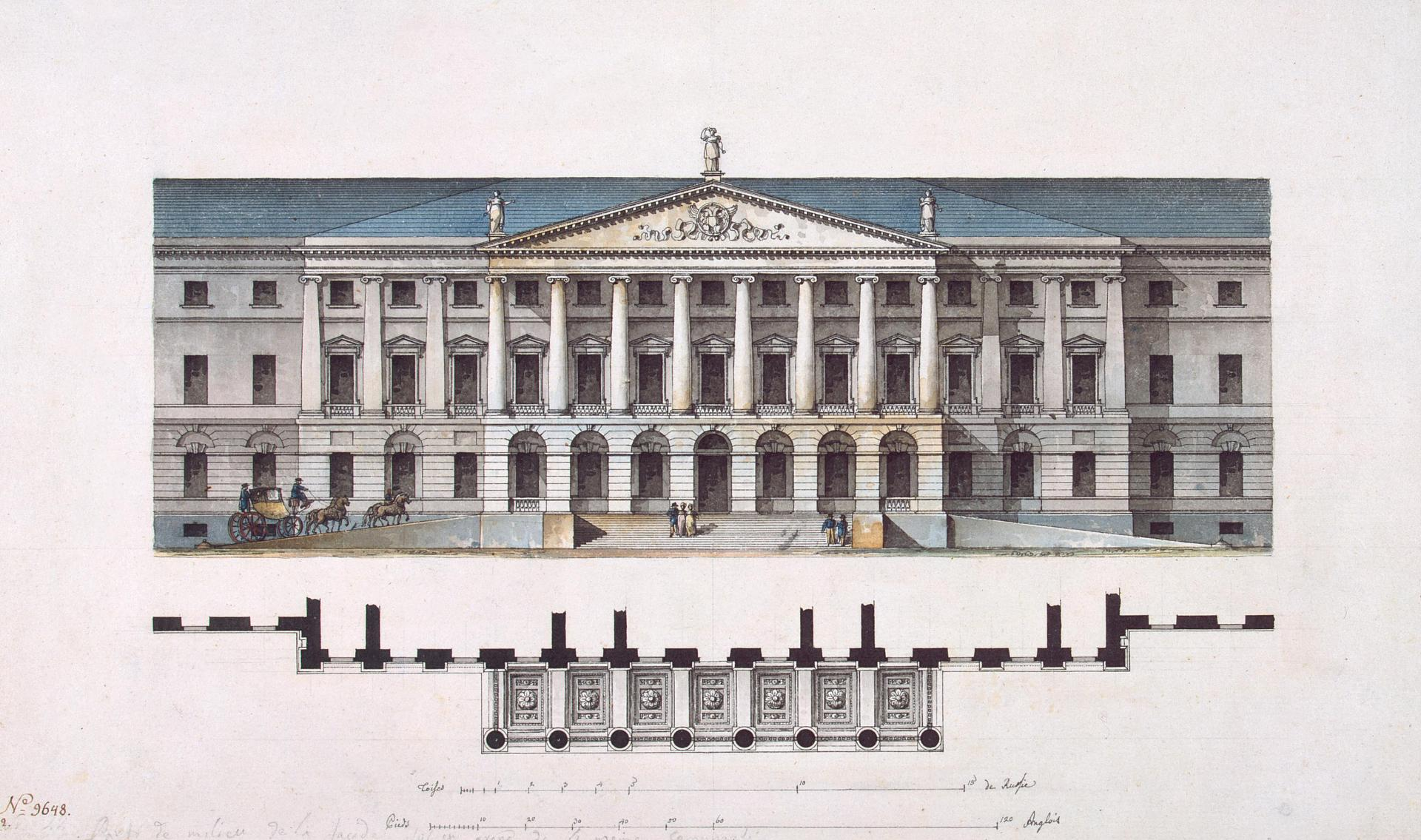
Fasaden enligt Giacomo Quarenghis ursprungliga ritning (1806).

Smolnyjinstitutet (ryska: Смольный институт) eller Smolna, är en byggnad i Sankt Petersburg, uppförd för utbildningsinstitutet med detta namn. Under oktoberrevolutionen blev byggnaden bolsjevikernas högkvarter och senare den lokala partiavdelningens.

## Byggnaden
Den nuvarande palladianska byggnaden uppfördes åt Smolnyjinstitutet mellan åren 1806 och 1808 av Giacomo Quarenghi på uppdrag av Sällskapet för adelsdamers utbildning. En omgivande trädgård uppfördes under tidigt 1800-tal.

## Ursprung
Smolna var ursprungligen ett ryskt utbildningsinstitut för adelsfröknar (Институт благородных девиц), etablerat 1764 av Ivan Betskoj, vilket var den första institutionen för utbildning av kvinnor i Ryssland. Det namngavs efter det vid ursprungsbyggnaden intilliggande Smolnyjklostret. Den rysk-svenska konstnären Zoia Lagerkrans var inskriven här under några år.

## Oktoberrevolutionen
År 1917 valdes byggnaden av Vladimir Lenin som bolsjevikernas högkvarter under oktoberrevolutionen. Det var Lenins residens under ett antal månader, tills den nationella regeringen flyttades till Kreml i Moskva. Efter flytten blev Smolnyjbyggnaden högkvarter för det lokala kommunistiska partiets apparat. Leninmonumentet placerades framför byggnaden 1927. Sergej Kirov blev lönnmördad där 1934. 

## Dagens Ryssland
Efter Sovjetunionens upplösning 1991 blev Smolnyjbyggnaden ett residens för de politiska ledarna i Sankt Petersburg. Vladimir Putin arbetade där mellan åren 1991 och 1997 under Anatolij Sobtjak.

## Smolna i Helsingfors
Generalguvernörens residens i Helsingfors, användes under revolutionsförsöket i Finland 1918 som högkvarter för de röda och började i folkmun kallas Smolna, ett namn som hängt med sedan dess. Idag inhyser detta Smolna statsrådets festvåning.